# Résumé des caractéristiques du produit
Plusieurs organismes commerciaux apportent l'information aux professionnels de santé sur les médicaments commercialisés dans leurs pays. Ces sociétés se basent sur l'information apportée par les organismes supranationaux (l'EMA en Europe, la FDA pour les États-Unis, etc.) les organismes locaux dépendant du Ministère de la santé (ANSM en France) et d'autres services (tarifaire, pharmacovigilance). Leurs offres commerciales (dictionnaire, aide à la prescription, recherche d’interactions) sont utilisables selon les cas sous forme de livre, de CD-ROM, de plug-in d'applications métiers ou de site internet. Ces sociétés sont parfois financées par l'industrie pharmaceutique. 

## En France
Les « Résumés des Caractéristiques du Produit » (RCP) sont publiés par l’Agence nationale de sécurité du médicament et des produits de santé (ANSM, ex-AFSSAPS). 
Tous les produits pharmaceutiques ayant obtenu une autorisation de mise sur le marché (AMM) ont un RCP et une notice. L'ANSM publie sur son site les RCP et notices d'AMM demandées au niveau national. Les documents des médicaments autorisés par procédure centralisée ne sont pas disponibles sur ce site. L'ANSM ne respecte toujours pas la législation européenne, reprise par un document de l'Agence européenne des médicaments en date du 3 mai 2012, indiquant que les RCP des produits génériques devaient être conformes aux RCP des princeps. 
À chaque médicament est associée une fiche synthétisant :
- sa dénomination officielle ;
- sa forme ;
- ses quantités en substances actives ;
- ses excipients ;
- son classement pharmacothérapeutique ;
- ses références.

En France, l'information sur les médicaments est faite par des sociétés comme le Dictionnaire Vidal, la Banque Claude Bernard (BCB) de la société RESIP (Recherches et Études en Systèmes Informatiques Professionnels), le Thériaque, Thesorimed ou encore Hospitalis.

## États-Unis
Le Physician's Desk Reference (PDR). Les informations fournies par les laboratoires doivent cependant être celles du dossier qui a été approuvé par l'organisme qui a autorisé la mise sur le marché du médicament, la FDA. Y figure notamment un récapitulatif des essais cliniques qui ont été pratiqués à son intention.

## Belgique

### Source neutre
En Belgique, le Centre belge d'information pharmacothérapeutique (CBIP) envoie tous les mois (sauf juillet-août) aux pharmaciens (y compris les pharmaciens-biologistes) et aux prescripteurs potentiels (en médecine humaine : les médecins et les dentistes ; en médecine vétérinaire : les médecins vétérinaires), ainsi que les étudiants de dernière année de ces disciplines, selon le cas les Folia pharmacotherapeutica et/ou leur équivalent en médecine vétérinaire. Il s'agit de feuillets d'information.
Le CBIP édite de plus :
- le Répertoire commenté des médicaments (RCM)
- le Répertoire commenté des médicaments vétérinaires

### Édité par l'industrie pharmaceutique
L'Association générale de l'industrie du médicament (AGIM) édite tous les ans un compendium, recueil de toutes les notices scientifiques des spécialités pharmaceutiques mises sur le marché par ses membres (toutes les firmes pharmaceutiques de Belgique ne sont pas forcément membres de l'AGIM). Depuis quelques années, les médicaments génériques ainsi que les spécialités en « importation parallèle » ne figurent plus dans ce répertoire. Il existe également un compendium des médicaments vétérinaires distribué aux vétérinaires. Ces deux ouvrages peuvent également être achetés à l'AGIM sous forme de cédérom.

## Suisse
Compendium suisse des médicaments.

## Canada
Compendium des produits et spécialités pharmaceutiques (Compendium of Pharmaceuticals and Specialties ou CPS) est la norme canadienne pour les monographies de médicaments, lesquelles sont rédigées par les fabricants, approuvées par Santé Canada.Le format pdf va faire place au format structuré xml
Au Canada , l'information sur les médicaments est disponible auprès de santé canada , de  l'association  des pharmaciens du canada (APhC)  ou de vigilance santé (monographie à destination du public disponible sur les sites web des pharmacies appartenant à métro : jean coutu ,  brunet pharmacien).